# مقاطعة بايك (أركنساس)
مقاطعة بايك (بالإنجليزية: Pike County)‏ هي إحدى مقاطعات ولاية أركنساس في الولايات المتحدة الأمريكية.